# 伯克縣 (賓夕法尼亞州)
伯克縣（英語：Berks County）是美国宾夕法尼亚州東南部的一個縣。面積2,242平方公里。根據2020年美國人口普查，共有人口428,849。縣治雷丁。該縣成立於1752年3月11日，縣名來自英国的伯克郡。